# 앙크

앙크

앙크(생명의 열쇠, 나일의 열쇠, 크룩스 안사타)는 "영원한 생명"으로 번역되는 이집트 상형문자이다. 3개의 어근으로 이루어져 있으며 이집트 신화의 신들은 이것의 고리를 잡고 있다든가, 양팔을 가로지른 채로 양손에 쥐고 있는 형상을 하고 있다.

## 기원
앙크의 기원에 대해서는 이집트 고고학자들 사이에서도 의견이 분분하다. 유력한 의견은 다음과 같다.
- 남녀를 의미하는 심볼이 연결된 것
- 여신 이시스의 허리벨트를 형상화 한 것
- 샌들의 끈을 형상화 한 것
- 소의 여러 부위를 형상화 한 것

## 역사

앙크를 쥐고 있는 이시스

앙크는 이집트의 고분벽화나 다른 미술작품에서 종종 신들의 손끝에 쥐여진 모습으로 자주 등장하는데, 이는 사후 세계의 신들이 죽은 이의 미라 앞에서 그의 생애를 평가하는 것을 의미한다. 덧붙여 앙크는 이집트인에게 "힘"이나 "건강"을 뜻하는 상형문자이기도 하다.은박으로 만들어진 거울도 종종 앙크의 형태로 만들어졌는데 이는 장식적 목적과 더불어 사후 세계를 들여다 본다는 의미를 가지고 있다.
앙크는 대부분 금으로 만들어졌으며, 이집트 인들은 이를 태양의 빛과 연관시켰다. 경우에 따라 비슷한 광택의 금속인 구리로도 만들어졌으나 은으로는 거의 만들어지지 않았다. 앙크는 고대 키프로스의 동전에서도 자주 목격된다. 몇몇 경우에는 고대 사이프로스의 왕이었던 "살라미스의 엘손"(King Euelthon of Salamis)"을 의미하는 자음 "Ku"와 함께 앙크가 그려져 있다.

### 기독교
기독교에서는 비슷한 모양의 크룩스 안사타(crux ansata, ‘손잡이 달린 십자가’)가 있는데, 이 상징이 앙크에서 왔다는 설과 스타우로그램(⳨)에서 왔다는 설이 있다.:136 기원이 어느 쪽이든 크룩스 안사타는 콥트 기독교 문화권에서는 많이 쓰였던 반면:1 유럽에서 쓰였던 기록은 희박하다.:168